# حدائق الفاتيكان
حدائق الفاتيكان (بالإيطالية: Giardini Vatican)‏ تقع إلى الشمال الغربي من كاتدرائية القديس بطرس والقصر الرسولي بعيدًا عن الكتلة المعمارية، وتمتد داخل الأسوار التي بناها بولس الثالث لحماية المدينة وتقوية تحصيناتها. اعتبرت المناطق التي تشغلها حدائق الفاتيكان ذات طابع خاص منذ القرون الأولى للمسيحية، إذ إن هذه المنطقة شهدت عمليات قتل ودفن لكثير من المسيحيين الذين سقطوا خلال اضطهاد نيرون والاضطهادات التالية في روما والتي تعرف باسم الاضطهادات العشر الكبرى.
كان أول من أقام هذه الحدائق هو البابا نيكولاوس الثالث عام 1279 إثر انتقاله إلى الفاتيكان كمقر له بدلاً من قصر لاتران، ثم قام بولس الثالث بتسوير الحدائق؛ ثم أعيد تصميمها مجددًا في عهد البابا يوليوس الثاني بداية القرن السادس عشر، ومن ثم تم تعبيد ثلاث طرق رئيسية فيها، وزرعت أشجار الصنوبر وأشجار أرز من لبنان، ونصب فيها عدد من الأعمال الفنية التي تجعل من طابع عصر النهضة طاغيًا فيها.
داخل الحدائق يوجد ضريح البابا بيوس الرابع وقصر البابا ليو الثالث عشر وهو تقدمة من كاثوليك فرنسا له، كما يوجد مزار للعذراء الحارسة والذي بناه البابا بندكت الخامس عشر خلال الحرب العالمية الأولى محاكيًا بذلك المزار الشهير بهذا الاسم في جنوا. يتوسط الحدائق تمثال للقديس بطرس موضوع على قاعدة إسطوانية طويلة من صنع فيليبو باسكاريني وقد نصب إحياءً لذكرى المجمع الفاتيكاني الأول سنة 1870، ويوجد في الحدائق أيضًا برج القديس يوحنا والذي تقطن به الشخصيات الهامة التي ترزو الفاتيكان. يتوضع في الحدائق أيضًا عدد من آخر من الأبنية كمقر إذاعة الفاتيكان والأكاديمية البابوية للعلوم والكلية الأثيوبية والكلية التيتونية. كما يوجد عدد كبير من النوافير أبرزها نافورة النسر ونافورة القربان الأقديس الي قام بصنعها ميترا بوسكو.
ظلت حدائق الفاتيكان حتى فترة حديثة العهد حكرًا على البابا ومواطني الفاتيكان، بيد أنه الآن بات بمستطاع العامة زيارتها؛ ولكونها امتدادًا لهضبة الفاتيكان الطبيعية، فإن ارتفاع الحدائق يصل في بعض المناطق إلى 60 مترًا.

## صور

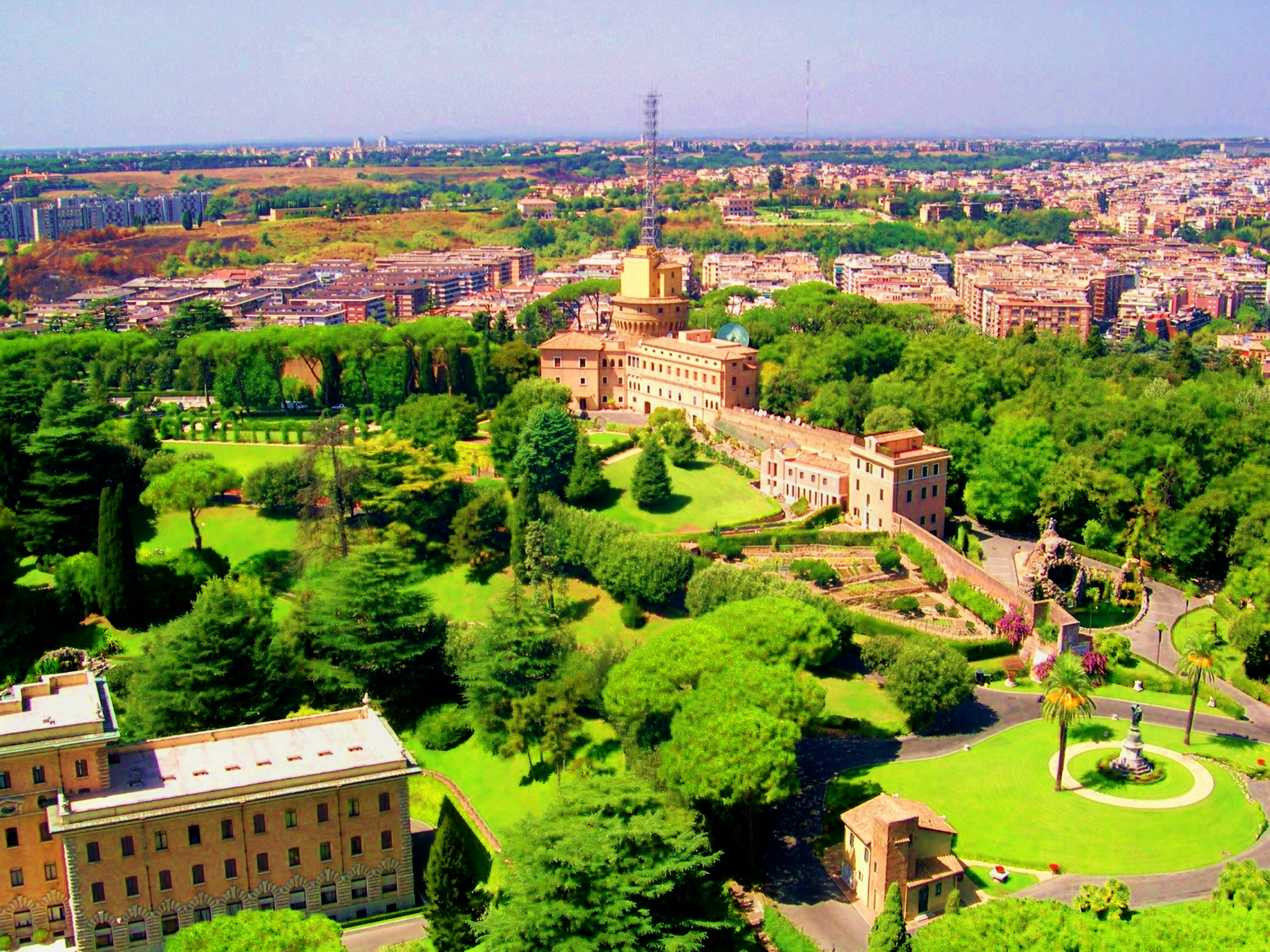
جانب من حدائق الفاتيكان.
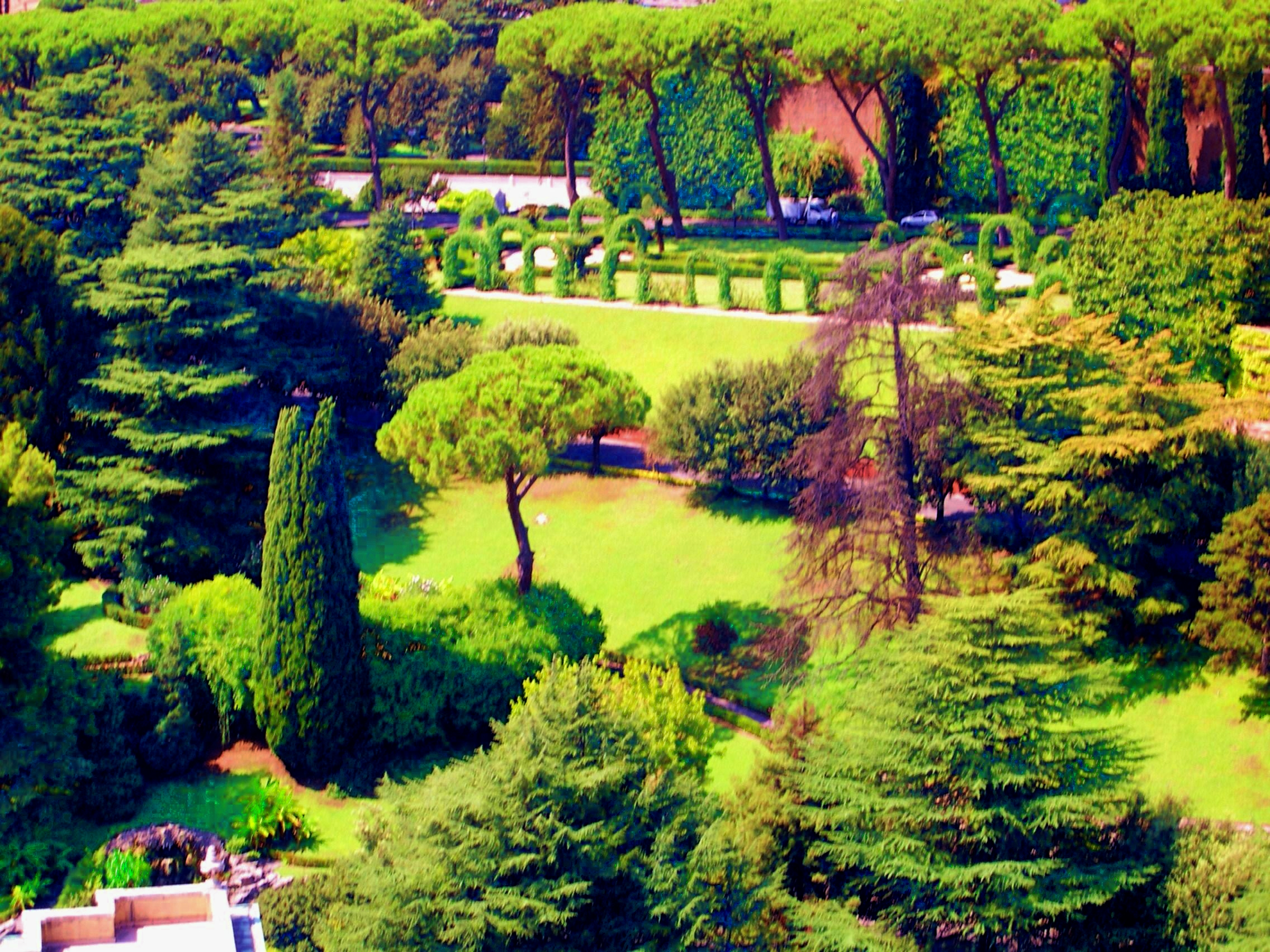
جانب من حدائق الفاتيكان.
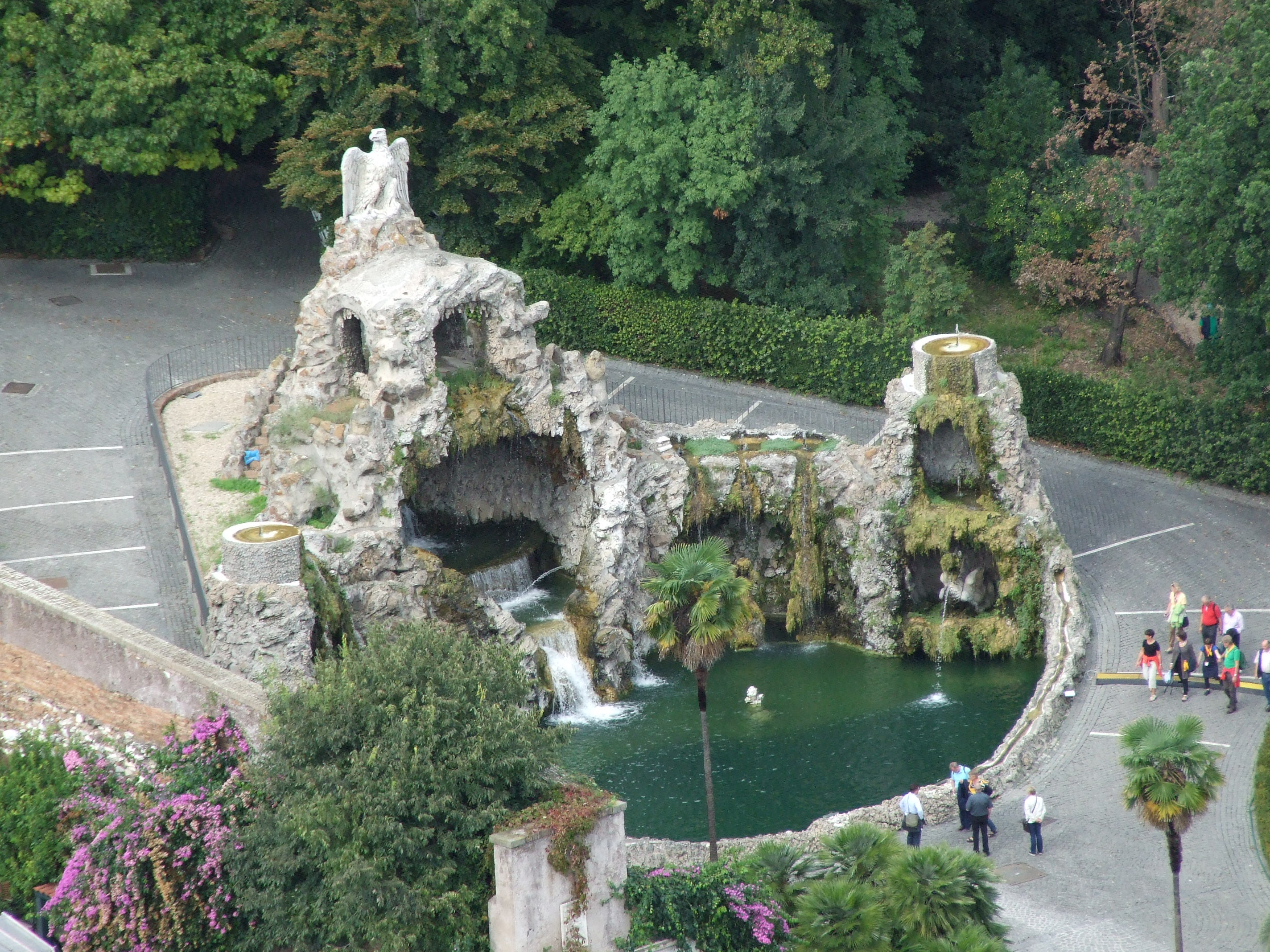
جانب من حدائق الفاتيكان.
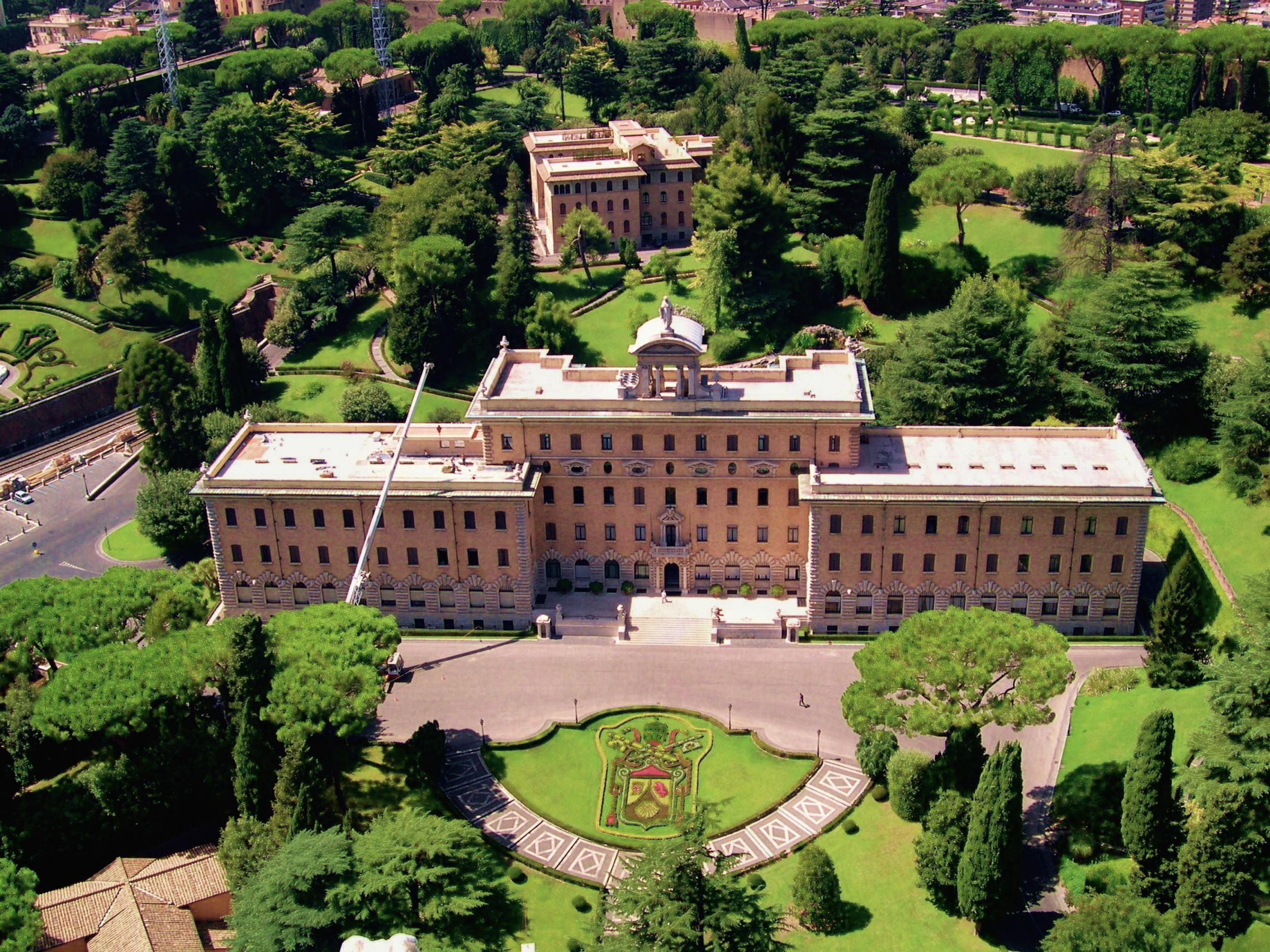
جانب من حدائق الفاتيكان.

## مواقع خارجية
- الموقع الرسمي
- The Vatican: spirit and art of Christian Rome, a book from The Metropolitan Museum of Art Libraries (fully available online as PDF), which contains material on the gardens (pp. 155–164)